# Meizodon coronatus
Meizodon coronatus (західна коронована змія) — вид змій родини полозових (Colubridae). Мешкає в Західній і Центральній Африці.

## Опис
Західні короновані змії сягають 30-60 см довжини, іноді 70 см. Голова у них невелика, плавно переходить у шию. Тіло тонке, видовжене. Очі середнього розмірк, зіниці круглі. Верхня частина тіла сірувата, у молодих особлих світліша, ніж у дорослих. На потилиці і шиї є кілька поперечних чорнуватих смуг. Вони особливо помітні у молодих змій, і слабо виражені у дорослих, забарвлення спини у яких з віком змінюється на темно-сіре або чорнувате. Нижня частина тіла відносно світла. 

## Поширення і екологія
Західні короновані змії мешкають в Сенегалі, Гамбії, Гвінеї-Бісау, Гвінеї, південному Малі, Кот-д'Івуарі, Буркіна-Фасо, Гані, Того, Беніні, Нігерії, Камеруні, Центральноафриканській Республіці та на крайньому півдні Нігера, можливо, також на півдні Чаду. Вони живуть в сухих суданських і вологих гвінейських саванах, місцями трапляються на півдні посушливого Сахелю. Ведуть денний, прихований спосіб життя. Живляться дрібними ящірками, яких шукають на землі. Неотруйні.